# Araracanga
A araracanga (nome científico: Ara macao), também conhecida pelos nomes de aracanga, arara-macau, arara-piranga, macau e arara-vermelha-pequena,  é uma espécie de ave pertencente à família Psittacidae, sendo a terceira maior representante do gênero Ara, que reúne araras e maracanãs. Ocupa um grande território na América que vai do sul do México até o norte do estado brasileiro do Mato Grosso. É uma das aves mais emblemáticas das florestas neotropicais, mas sua população vem declinando e em algumas áreas já foi extinta ou está em grande perigo. A população centro-americana  está particularmente ameaçada. Entretanto, a União Internacional para a Conservação da Natureza e dos Recursos Naturais, em 2009, classificou o estado da espécie globalmente como "pouco preocupante".

## Etimologia
"Araracanga" e "aracanga" vêm do termo tupi ararakanga. "Arara" vem do tupi arara. "Ararapiranga" vem do termo tupi para "arara vermelha".
O nome araracanga é o selecionado como nome vernáculo técnico para a espécie Ara macao pelo Comitê Brasileiro de Registros Ornitológicos (CBRO).

## Taxonomia e descrição
Foi descrita pela primeira vez por Lineu em 1758. Tradicionalmente, tem sido considerada uma espécie monotípica, como a União Internacional para a Conservação da Natureza e dos Recursos Naturais ainda o faz, mas, há alguns anos, foi proposta a divisão em duas ou três subespécies. O Sistema Integrado de Informação Taxonômica reconhece apenas duas: Ara macao macao (Linnaeus, 1758), presente na América do Sul e Ara macao cyanopterus (ou cyanoptera) Wiedenfeld, 1995, que ocorre na América Central.
Os indivíduos desta espécie pesam cerca de 1,2 quilogramas, com 85–91 cm de comprimento. Sua plumagem geral é vermelha com verde, asas em azul e amarelo e face glabra e branca. Os olhos vão do branco ao amarelo. Têm pernas curtas e uma longa cauda pontuda, asas largas, um bico largo, curvo e forte com parte superior branca e inferior negra e pés zigodáctilos, que os tornam hábeis escaladores e manipuladores de objetos. Quando voam e se alimentam, emitem um característico grito forte e rouco, como um RRAAAAH, e são capazes de articular sons imitando palavras humanas ou vozes de outros animais.

## Ocorrência, ameaças e conservação
A Ara macao ocorre em uma vasta área americana, indo do sul e leste do México até o Panamá, com um hiato, então continuando por todo o norte da América do Sul até o norte do Mato Grosso, incluindo regiões adjacentes do Maranhão, Pará e Bolívia. No Peru e Equador ocorre em toda parte a leste da Cordilheira dos Andes. Já foi vista até no nordeste da Argentina. A União Internacional para a Conservação da Natureza e dos Recursos Naturais indica, como países nativos da Ara macao: Belize, Bolívia, Brasil, Colômbia, Costa Rica, Equador, Guiana Francesa, Guatemala, Guiana, Honduras, México, Nicarágua, Panamá, Peru, Suriname, Trinidad e Tobago e Venezuela. Foi introduzida pelo homem em Porto Rico e algumas áreas urbanas dos Estados Unidos, Europa e outros pontos da América Latina.
Sua população total é estimada entre 20 000 e 50 000 indivíduos, mas está em declínio. Entretanto, o número é considerado ainda expressivo, o que, junto com a sua grande área de ocorrência e o ritmo relativamente lento do seu declínio populacional, fez a União Internacional para a Conservação da Natureza e dos Recursos Naturais declarar a Ara macao como em condição "pouco preocupante" (LC). Porém, há um consenso de que a espécie precisa receber atenção. Já foi declarada como "ameaçada" na lista Convenção sobre o Comércio Internacional das Espécies da Fauna e da Flora Silvestres Ameaçadas de Extinção.
De fato, há muitas razões para se preocupar e os esforços até agora têm sido insuficientes para reverter a tendência de queda populacional. As maiores ameaças para esta espécie são a destruição do seu ambiente e a caça predatória, estando entre as aves mais cobiçadas no tráfico ilegal de animais silvestres. Como a sua longa e vistosa cauda não cabe nos ninhos, fica para fora, o que a denuncia facilmente para os caçadores num período em que a ave fica particularmente vulnerável a inimigos, e como seu ciclo reprodutivo é longo, sua população cresce devagar. Em alguns lugares ainda é caçada pela carne.
Em El Salvador, foi extinta e desapareceu do leste do México e da costa pacífica da Nicarágua e Honduras. No Panamá e na Costa Rica está ameaçada, e na Guatemala, Peru e Venezuela se tornou rara. Em Belize é muito rara, calculava-se em 1997 a existência de apenas 30 indivíduos, embora um grupo adicional tenha sido mais tarde redescoberto. Como visto, a subespécie cyanoptera, que ocorre na América Central, já se tornou no geral extremamente rara e sua extinção fora de reservas especialmente bem protegidas é considerada inevitável.
Por outro lado, vários países adotaram medidas de conservação da espécie, criando leis e reservas, e projetos privados de monitoramento de ninhos, mapeamento de populações, educação ambiental e criadouros para soltura também estão sendo realizados, com resultados positivos. Ela se tornou um grande atrativo no ecoturismo de algumas regiões, o que pode contribuir para sua conservação.

## Comportamento, alimentação e reprodução

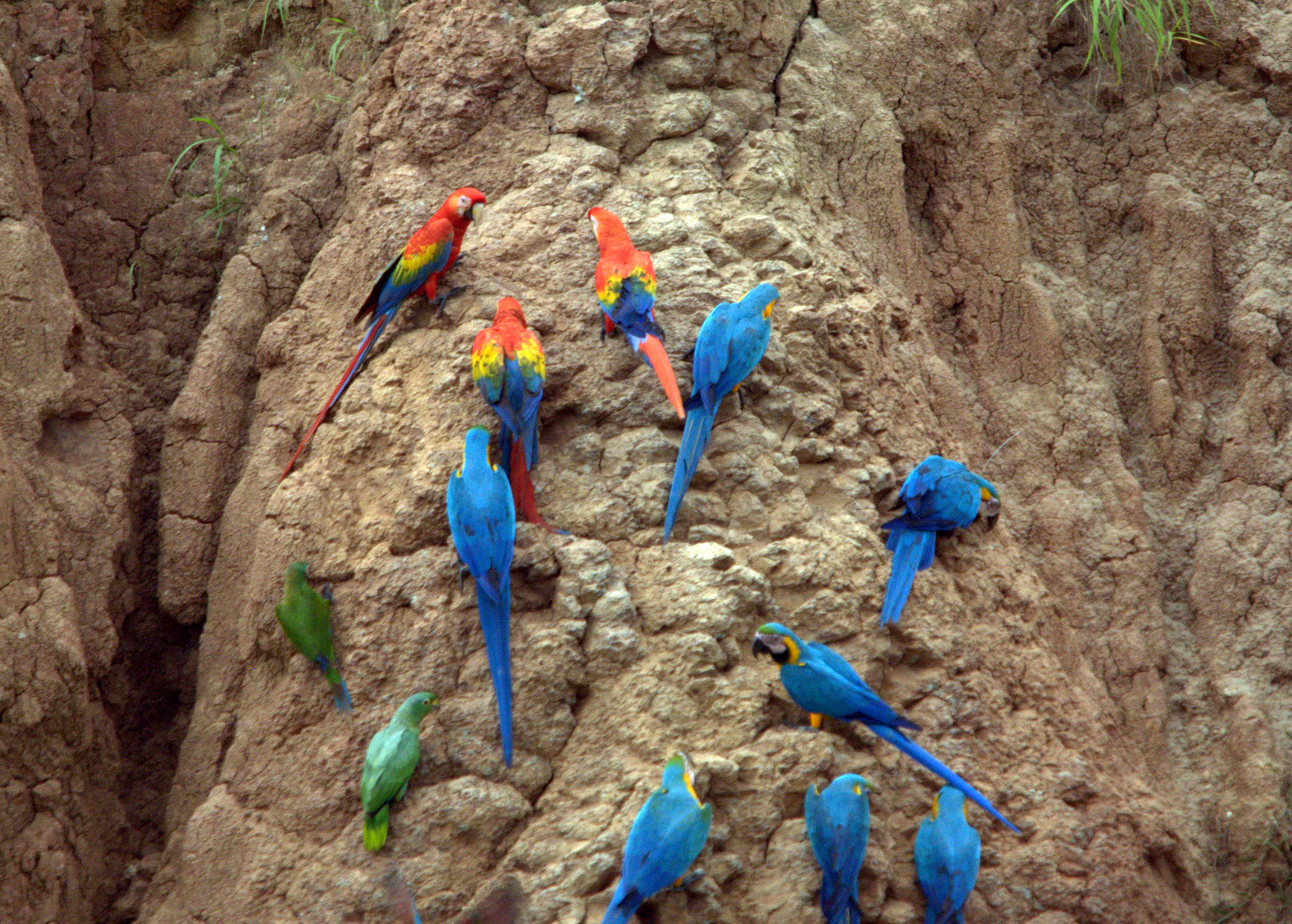
Araracangas se alimentando de barro junto com araras-de-barriga-amarela e papagaios

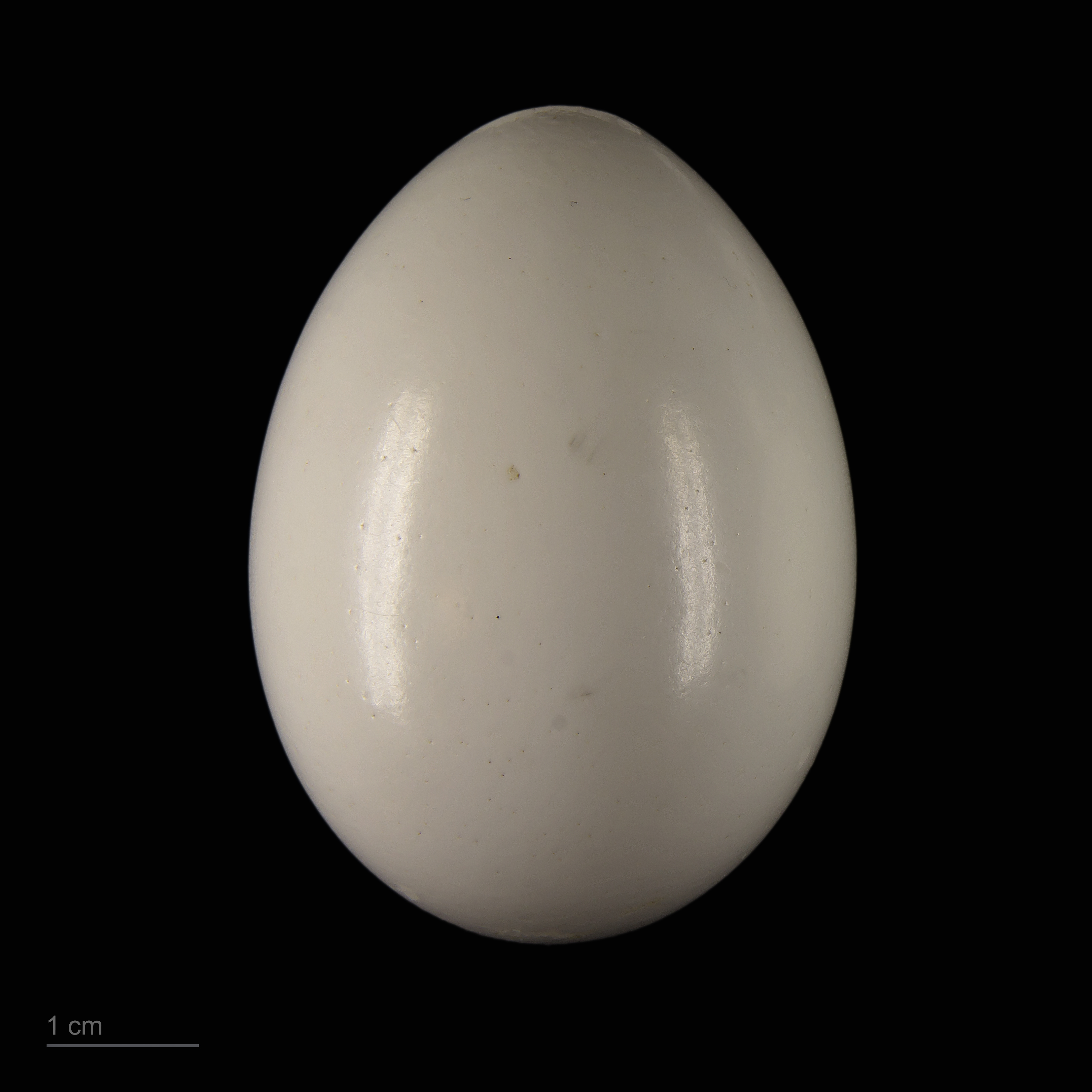
Ovo de Araracanga no acervo do Museu de Toulouse

Prefere viver em altitudes não superiores a mil metros, nas galerias das florestas tropicais, úmidas ou secas, frequentando os estratos arbóreos superiores, embora desça ao solo em ocasiões. Pode viver nas beiras das matas, nos descampados, desde que sobrevivam algumas árvores grandes e altas, e habitar até áreas suburbanas se não for molestada. Prefere a proximidade dos rios, mas pode obter água também de depósitos naturais em bromélias e forquilhas de troncos. Gosta de tomar banho de chuva e entre seus hábitos está roer muita madeira. Não tem grande fôlego, sendo capaz só de voos curtos, mas é um excelente escalador e acrobata das árvores. Manipula seus alimentos com uma pata com grande habilidade e parece gostar de se divertir com objetos vários que encontra. Pelo seu tamanho quase não tem predadores, mas felinos e aves de rapina de grande porte podem caçá-la.
É uma espécie muito gregária e pode conviver com outras araras e papagaios. Voa em pares ou grupos de três, unidos frouxamente a um grande grupo. Alimenta-se em grupos grandes, preferencialmente de sementes de frutos ainda verdes, mas também come frutos maduros, folhas, larvas, flores, brotos, néctar e ocasionalmente terra, para obter suplementos minerais e eliminar toxinas da dieta. Tem um importante papel de dispersora de sementes no equilíbrio de seus ambientes, e como prefere as sementes, muitas vezes descarta as polpas dos frutos, que caem ao solo ou ficam expostas, sendo consumidas por outras aves, insetos e mamíferos que de outra forma não teriam acesso a elas. Com seu bico poderoso abre sementes muito duras, cujas sobras também servem de alimento para outras espécies.
Os casais são monogâmicos e inseparáveis. Nidificam geralmente em ocos de troncos, muitas vezes de árvores mortas, mas também em fendas em paredões de rocha. Colocam de um a três ovos, que a fêmea choca por 22 a 34 dias (há discordância entre os autores), sendo alimentada pelo macho. Os filhotes nascem em dias diferentes, implumes, cegos e indefesos. Ambos os pais cuidam da ninhada e a defendem com vigor, mas pode ser atacada por répteis e mamíferos. As crias comem uma papa regurgitada pelos pais e com dois a três meses deixam o ninho, mas permanecem junto dos pais por algum tempo, aprendendo como viver na floresta. Sua plumagem adulta só é conseguida aos dois anos. Atingem a maturidade sexual aos três anos e podem viver em média de 40 a 60 anos. Já foram registrados exemplares com 75 anos em cativeiro.

## Importância cultural

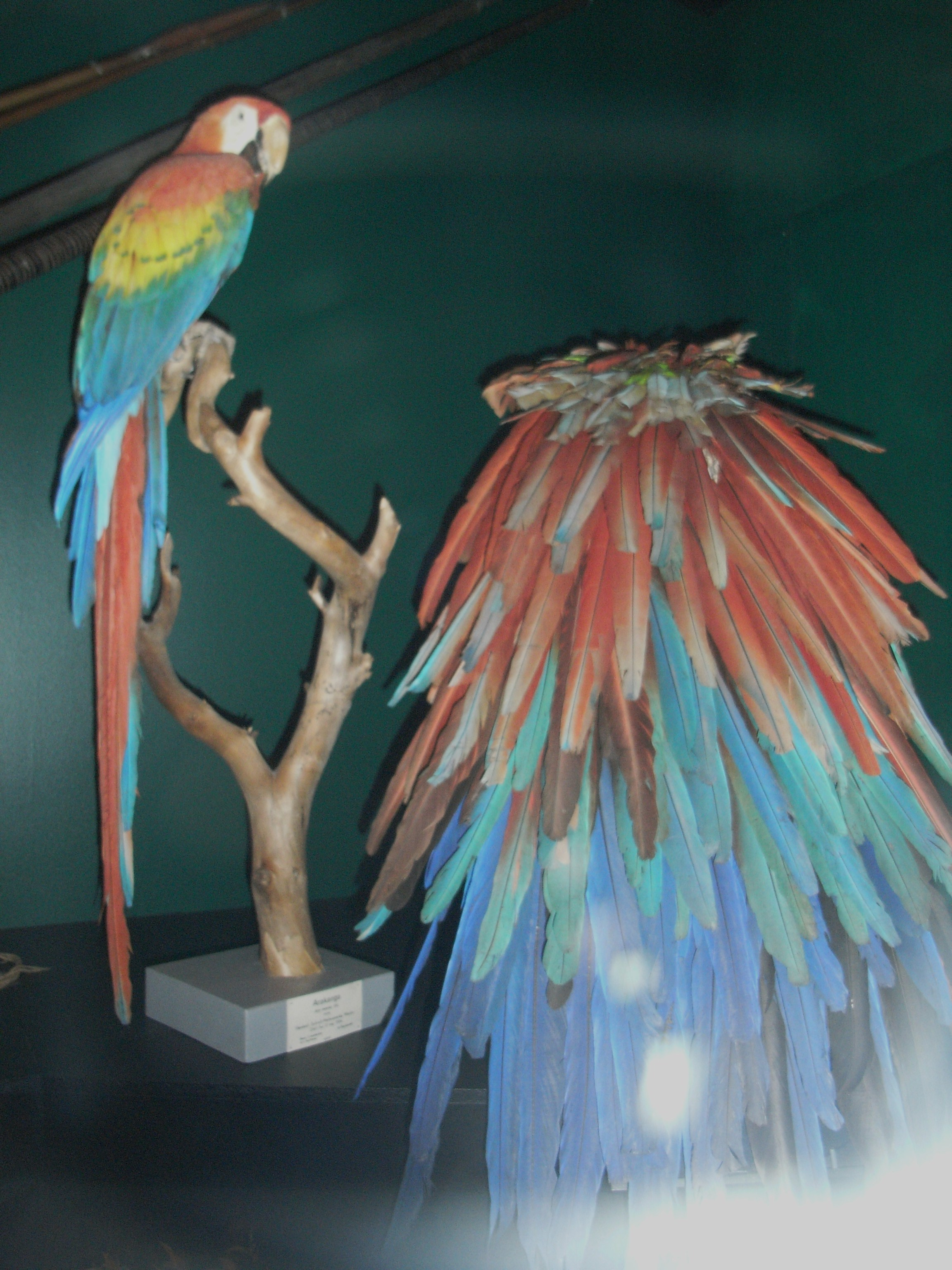
Um exemplar empalhado e um manto indígena confeccionado com suas penas, Museu Etnológico de Estocolmo

Esta arara é uma figura destacada em muitas culturas indígenas americanas desde tempos imemoriais. Foi identificada em murais em Bonampak e foi esculpida em pedra em Copán, ambos monumentos da cultura Maia, que a identificava com o calor solar e a associava à deidade primordial chamada Sete Araras. Entre os Astecas era a ave que carregava até a vida além-túmulo as almas dos mortos nascidos no 11º dia de sua semana de treze dias. Uma arara, identificada como provavelmente a macao, era a principal deidade aviforme na cultura Izapan. Suas penas, usadas em adornos e artefatos religiosos, foram encontradas em muitos ítens arqueológicos, incluindo múmias do Peru. Também foi encontrado um esqueleto parcial desta arara sobre a cabeça de um esqueleto humano em um enterramento no Panamá, que pode ter sido de um xamã. Entre os Bribri da Costa Rica era um animal protetor; suas penas vermelhas eram usadas em ritos de cura e em cerimônias fúnebres para afugentar maus espíritos e iluminar o caminho dos mortos até o novo mundo. A água que elas bebiam de ocos em troncos também era considerada curativa. Desde antes da chegada de Colombo foi muito procurada, na região do norte do México e sudoeste dos Estados Unidos, para retirada de plumas, para funções rituais e para domesticação, com um grande centro de criação em Paquimé.
Atraiu de imediato a atenção também do homem branco assim que ele chegou à América. Esta arara aparece no primeiro mapa do Brasil, datado de 1502. Existem indícios de que os descobridores europeus já haviam-na encontrado na última década do século XV, em 1498, na desembocadura do Rio Orinoco. Jean de Léry a considerou uma das duas aves mais belas do mundo, junto com a arara-de-barriga-amarela.
Ainda hoje está presente nas culturas indígenas que sobreviveram. Como exemplo, os Yanomami, nos ritos ligados à entidade mítica Wasulumani, representada pela Ara macao, evitam o uso de penas multicores para não ofendê-la, competindo com seu esplendor, e seus adornos se limitam a penas de cores preta e branca. Além disso, sua imagem aparece nas obras de vários artistas antigos e contemporâneos de todo o mundo, seja em pintura, gravura, fotografia e outras técnicas, incluindo estamparia de tecidos. Sua imagem também já foi impressa em selos.

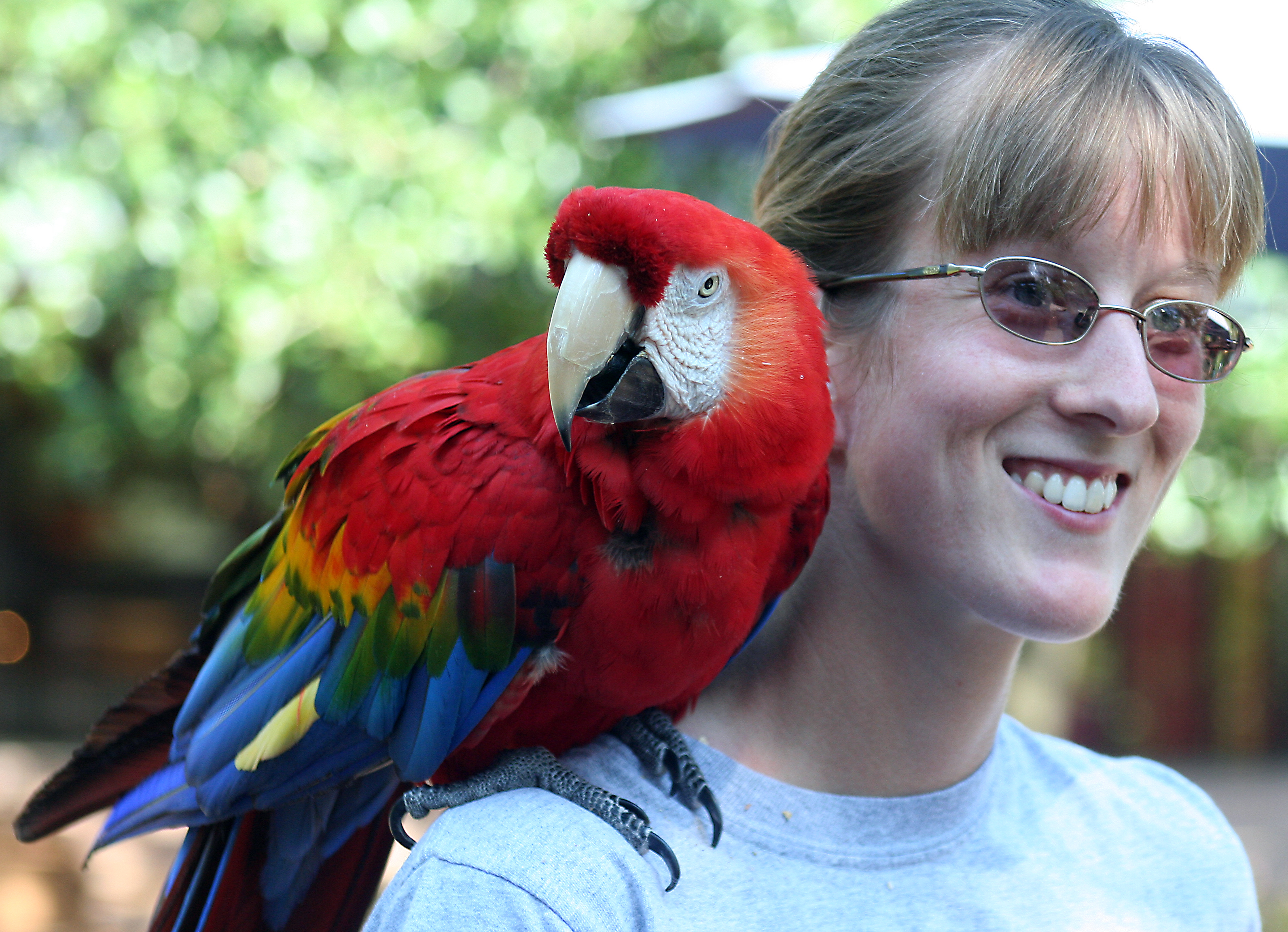
Um exemplar domesticado

A Ara macao é também muito apreciada como animal de estimação. Como outras de sua família, é muito sociável e dócil, mas sua criação é bastante trabalhosa, pois são aves grandes que exigem amplas instalações e precisam de muito estímulo do tratador; pessoas que passam a maior parte do dia fora de casa não devem manter esta espécie em cativeiro, além de ser imprescindível oferecer-lhes brinquedos diversos com que possam se exercitar e manter-se ocupadas em outros horários. Podem também causar algum incômodo por serem animais naturalmente barulhentos. Para que se mantenham saudáveis a dieta deve ser variada, incluindo sementes, vegetais e frutas frescas. É recomendável disponibilizar um osso para que obtenham cálcio e desgastem o bico sempre em crescimento. Como seus hábitos incluem roer madeira, as gaiolas devem ser de metal, e devem possuir uma área grande para que possam voar. À noite a gaiola pode ser coberta para manter as aves tranquilas e habituá-las a horários definidos. Muitos criadores costumam cortar parte de suas penas alares para diminuir sua capacidade de voo e mantê-las sob o alcance e controle. Elas podem ser treinadas para imitar a voz humana e podem ser manipuladas, desde que com gentileza e atenção. Sob estresse, na forma de gaiolas pequenas, má alimentação, maus tratos ou recebendo pouca atenção, podem desenvolver doenças e comportamentos aberrantes, incluindo aumento da agressividade e da destrutividade, que podem chegar até a automutilação.